# Microtropis zeylanica
Microtropis zeylanica är en benvedsväxtart som beskrevs av Merrill och Freeman. Microtropis zeylanica ingår i släktet Microtropis och familjen Celastraceae. Inga underarter finns listade.